# 레가토

기보법에서 레가토(legato)는 높이가 다른 2개 이상의 음표에 걸쳐 있을 경우 슬러(slur)라고 하며, 호선이 걸린 음표를 부드럽게 이어서, 매끄럽게 연주하라는 지시이다. legato라는 용어가 있을 때에도 뜻은 같다. 다만 호선이 2개 이상의 같은 높이의 음에 그어졌을 때에는 타이(tie)라고 한다. 타이로 묶인 음표는 끊지 않고 그 음표를 합친 만큼의 길이를 계속 연주하게 된다.
창법에서 레가토는 음과 음의 사이에 단락(스텝)을 느끼지 않도록 부드럽게 연결하는 것으로, 이렇게 노래부르는 방식을 레가토 창법이라 한다. 창법의 기본이 되는 가장 중요한 테크닉이다. 기보상으로는 슬러로 표시한다.
레가티시모(legattissimo)는 매우 부드럽게 연주하라는 뜻이고, 메조 레가토(mezzo legatto)는 조금 부드럽게 연주하라는 뜻이다.